# الیکایی غول‌پیکر
الیکایی غول‌پیکر (نام علمی: Campylorhynchus chiapensis) نام یک گونه از سرده خمیده‌منقارها است.